# 占守型海防艦
占守型海防艦（しむしゅがたかいぼうかん）は、大日本帝国海軍の海防艦。オホーツク海など北方海域での行動に最適化して建造された。太平洋戦争中は船団護衛にも用いられた。同型艦は4隻。基本計画番号E15、甲型海防艦とも呼ばれる。

## 概要
昭和初期、オホーツク海など日本の北方海域においては、ソ連と日本との間で、漁業紛争がたびたび起こっていた。そのため、日本海軍は漁業保護用に駆逐艦を派遣していたが、高コストであることと耐寒装備の不足により、駆逐艦の派遣に難点を感じていた。昭和6年の第一次補充計画（①計画）や次の第二次補充計画（②計画）でも警備用の艦の建造が検討されたが、実現には至らなかった。昭和12年度の第三次補充計画（③計画）により漁業保護用の艦の整備が実現する事となり、艦種としては従来からあった海防艦に類別された。ソ連の警備艦艇と交渉を行うことも考慮し、艦型は小さいものの、菊の紋章を艦首に付した「軍艦」であった。なお、「軍艦」としての類別は昭和17年7月に解かれている。
設計は艦政本部ではなく、三菱重工が行っている。厳寒の北方海域で行動することを考慮し、舷側は高く、船首楼は長い。また、解氷装置や暖房設備は充実し、船体も耐氷構造で復原性も良好となっている。艦首・艦橋・艦尾に至るまで、いかなる荒天であっても露天甲板に出ずに安全に行き来できた。小型艦艇としては異例の強力な造水装置を装備して、燃料さえあれば真水に不自由せず、停泊中は乗員が毎日入浴可能であった。
漁業保護・警備に特化しているため、武装は控えめで速度は遅いが、ディーゼル機関の採用により消費燃料が少なく、航続距離が長い。昭和16年の太平洋戦争開戦後は、南方航路への船団護衛で1隻が戦没している。また、太平洋戦争後期には対空機銃や爆雷、爆雷投下軌条などを増備している。しかし、主砲が対空砲撃ができない平射砲であるなど、不向きの点も多かった。
占守型は、南方航路への船団護衛用に多数生産された択捉型や御蔵型などの海防艦の原型となっているが、生産工数は多く、大量生産向きではなかった。これは、海軍から設計を委託された三菱重工の技師たちが意気込んで設計にあたったため、量産性よりも独自性を追求したためであるといわれている。

## エピソード
- 占守型が建造されるまで、海防艦は旧式の巡洋艦や戦艦（多くは8,000 tクラス）を類別したものだった。このため、860 tの基準排水量が、8,600 tに「訂正」されて発表されてしまうハプニングがあった。
- 建造費用を節約するため、主砲の三年式45口径12センチ単装平射砲は、廃艦となった旧式駆逐艦のものが転用された。
- 本型は駆逐艦よりも小型であるが、上記のように昭和17年7月までは「軍艦」であり、艦首に菊花紋章が付けられ、艦長には中佐・大佐が当てられていた。しかし、後任者が指揮する駆逐艦・掃海艇・水雷艇などから欠礼されることがあった[3][4]。昭和17年に「国後」が幌筵島の泊地に入泊した際、在泊中だった駆逐艦「子日」から「貴艦ハナニユエ本艦ニ敬礼サレザルヤ」との信号を受け、国後艦長の北村富美雄中佐が「ワレ国後ナリ」と返信すると、後任者であり、先に敬礼せねばならなかった子日艦長の寺内三郎少佐があわてて内火艇で謝りに来たという[3][5][注釈 1]。

## 同型艦
占守（しむしゅ）
仮称「第9号艦」。1940年（昭和15年）6月30日、三井造船玉野で竣工。1947年（昭和22年）7月、ソ連に賠償艦として引渡し。1959年（昭和34年）、除籍・解体。
国後（くなしり）
仮称「第10号艦」。1940年（昭和15年）11月3日、日本鋼管鶴見で竣工。戦後は復員船として使用された。1946年（昭和21年）6月4日、御前崎付近に座礁、後に解体。
八丈（はちじょう）
仮称「第11号艦」。1941年（昭和16年）3月31日、佐世保海軍工廠で竣工。1948年（昭和23年）4月、舞鶴にて解体。
石垣（いしがき）
仮称「第12号艦」。1941年（昭和16年）2月15日、三井造船玉野で竣工。1944年（昭和19年）5月31日、アメリカ潜水艦「ヘリング」の雷撃を受け沈没。